# Наджафи, Мохаммад Али
Мохаммад Али Наджафи (перс. محمدعلی نجفی‎; род. 13 января 1952, Тегеран) — иранский математик и политик-реформист. Был мэром Тегерана и занимал этот пост в течение восьми месяцев, до апреля 2018 года. Занимал посты в кабинете министров в 1980-х, 1990-х и 2010-х годах. Также является профессором математики на пенсии в Технологическом университете Шарифа.

## Биография
Наджафи родился в Тегеране 13 января 1952 года. Он занял первое место на вступительных экзаменах в иранский национальный университет и поступил в Технологический университет Шарифа (тогда известный как Технологический университет Арьямера). Получил степень бакалавра наук по математике в Технологическом университете Шарифа. После получения степени бакалавра он поступил в аспирантуру Массачусетского технологического института. Получил степень магистра наук по математике с последней оценкой A+ в 1976 году, но бросил докторскую программу в 1978 году во время исламской революции, чтобы вернуться в Иран.
После исламской революции 1979 года Наджафи вернулся в Иран и в 1979 году стал преподавателем Исфаханского технологического университета и возглавлял университет с 1980 по 1981 год. Был преподавателем кафедры математических наук Технологического университета Шарифа с 1984 по 1988 год, когда перешел в правительство.
По окончании деятельности реформистского правительства Мохаммада Хатами и после избрания Махмуда Ахмадинежада Наджафи вернулся в университет и работал преподавателем на математическом факультете Технологического университета Шарифа, работая над теорией представлений.
Служил советником Мостафы Чамрана. Был министром высшего образования с 1981 по 1984 год в кабинете тогдашнего премьер-министра Мир-Хосейна Мусави. В 1989 году он стал министром образования при тогдашнем президенте Хашеми Рафсанджани и занимал эту должность до 1997 года. В 1997 году он был назначен вице-президентом и главой Организации планирования и бюджета президентом Мохаммадом Хатами, но после слияния организации с другой его сменил на этом посту Мохаммад-Реза Ареф. Наджафи был советником президента Хатами и старшим советником министра промышленности с 2001 по 2005 год. На выборах в иранские городские и деревенские советы 2006 года Наджафи баллотировался в городской совет Тегерана. Он возглавил список под названием «Союз реформистов». Это был первый раз, когда Наджафи участвовал во всеобщих выборах в Иране. Он также был советником Мехди Карруби.
17 августа он был назначен главой Организации культурного наследия, ремёсел и туризма. Однако 30 января 2014 года Наджафи подал в отставку из-за проблем со здоровьем, что стало первым изменением в кабинете Рухани.

### Мэр Тегерана
21 июля 2017 года Наджафи был кандидатом, набравшим наибольшее количество голосов среди семи главных кандидатов на пост мэра Тегерана, а 10 августа 2017 года был единогласно избран новым мэром городским советом Тегерана, победив Элахе Кулаи и Мохсена Мехрализаде. Решение было неофициальным и вступило в силу, когда совет созвал свое первое официальное заседание 23 августа.
Наджафи подал в отставку 14 марта 2018 года после того, как появилось видео, на котором он смотрит на танцующих девушек, что оскорбило иранских священнослужителей. Однако, по словам одного из членов совета, отставка произошла по медицинским причинам.

### Арест
28 мая 2019 года вторая жена Наджафи, Митра Остад, была найдена мертвой в ванне своего дома в башне Армита Саадата Абада. Иранская полиция объявила, что она была убита выстрелами: пуля попала в сердце и ещё одна в руку. Через несколько часов Наджафи признался в убийстве, обратившись в полицию. Информационное агентство ISNA заявило, что глава разведывательной полиции Алиреза Лотфи рассказал о деталях признания г-на Наджафи: «В своих первоначальных разговорах он заявил, что это действие было совершено из-за психологического давления и семейных проблем». Глава уголовного розыска Тегеранской полиции заявил, что он находится под стражей и что полиция обнаружила оружие, из которого он стрелял.
30 июля 2019 года его приговорили к смертной казни за убийство жены. Однако 28 августа 2019 года его временно освободили из-под стражи после того, как семья его бывшей жены осталась довольна приговором.